# Видрица
 Тази статия е за селото в България.  За книгата на поп Минчо Кънчев вижте Видрица (книга).  
Видрица е село в Западна България. То се намира в община Брезник, област Перник.

## География
Видрица е село в Западна България. Намира се в община Брезник, област Перник.
Отстои на 5 км северозападно от град Брезник и на 25 км в същата посока от гр. Перник. Село Гърло е на 2 км западно, а столицата София е на 54 км източно.
Разположено е в планински район, а надморската му височина е 813 м. Климатът е умереноконтинентален, под влияние на планинския релеф и се характеризира със сурови зими и прохладни лета.